# Vres
Vres ili vresak (lat. Calluna vulgaris (L.) Hull.) je jedina vrsta roda Calluna Salisb. Ime roda potiče od grčke reči kallynein što znači čistiti, jer se od biljke mogu praviti metle.

## Opšte karakteristike
Vres je zimzeleni, polegli ili ustajući, gusto granati žbun, visok do 1 m. Ima jako razvijen korenov sistem, a grane su lako lomljive. Pupoljci su sitni, sa brojnim ljuspama. Grančice su gusto pokrivene lišćem. Listovi su sitni, ljuspasti, raspoređeni u četiri reda, ukršteno naspramno, dugi oko 2 mm, zatupasti, goli, zimi smeđi. Cvetovi su sa kratkim peteljkama, pojedinačni ili po nekoliko na krajevima kratkih bočnih izdanaka, u gustim grozdastim, lisnatim, uspravnim cvastima, dugim do 25 cm. Cveta od jula do avgusta. Pri osnovi cveta se nalaze četiri jajasta, fino dlakava, pricvetna listića. Čašica je duboko četvorodelna, opnasta i sjajna, duga do 4 mm, duža od krunice, a isto ružičasta. Krunica je četvorodelna, zvonasta, duga do 3 mm i, kao i čašica, ostaje na plodu. Prašnika ima osam. Kraći su od krunice. Prašnice su sa jezičastim, na dole usmerenim izraslinama. Tučak je duži od čašice. Plod je okruglasta, fino dlakava čaura, duga 2 mm, sa malo, vrlo sitnih, jajastih, smeđih semena. Plodovi sazrevaju u septembru i oktobru. Razmnožava se semenom, ali i vegetativno.

## Stanište i rasprostranjenje
Vres je široko rasprostranjena vrsta u Evropi i Aziji, a javlja se i u severozapadnoj Africi i severozapadnim oblastima Severne Amerike. Vrsta je heliofilna, a uglavnom raste na siromašnim, ispranim, kiselim zemljištima. Karakterističan je za vrištine, široko rasprostranjene biljne zajednice koje se prirodno nalaze u tundrama i na visokim planinama, ali su u velikoj meri nastale i antropogenim uticajem na šume (krčenje, prekomerno iskorišćavanje, ispaša), pa je vres u zapadnoj Srbiji zabeležen u degradacionoj fazi acidofilne šume sladuna i cera Farnetto-Callunetum, na filitima.

## Privredni značaj
U devastiranim šumama, na nagibima vezuje i čuva zemljište. Veoma je medonosna vrsta sa kasnim i dugim periodom cvetanja. Upotrebljava se u narodnoj medicini
, ali i kao dekorativna vrsta, pa postoje brojne hortikulturne forme. 